# SPCMO
SPCMO (Sveriges publicisters kollektiva förvaltnings- organisation) är en organisation bildad av Tidningsutgivarna och Sveriges Tidskrifter. SPCMO:s uppdrag är att förhandla med andra företag om ersättning för återanvändning av medlemmarnas material. Otto Sjöberg ska ansvara för förhandlingarna.
Utöver frågor om upphovsrätt kan SPCMO i framtiden eventuellt förhandla om andra frågor.